# Église Saint-Nazaire-et-Saint-Celse de Buzignargues
Pour les articles homonymes, voir Église Saint-Nazaire-et-Saint-Celse.
L'église Saint-Nazaire-et-Saint-Celse de Buzignargues  est une église romane située à Buzignargues dans le département français de l'Hérault en région Occitanie.

## Historique
L'église est construite aux XIe et XIIe siècles. Elle est mentionnée en 1095 sous le nom d'Ecclesia Sancti Stephani de Bezanicis.
Elle fait l'objet d'une inscription au titre des monuments historiques depuis le 11 mai 1981.

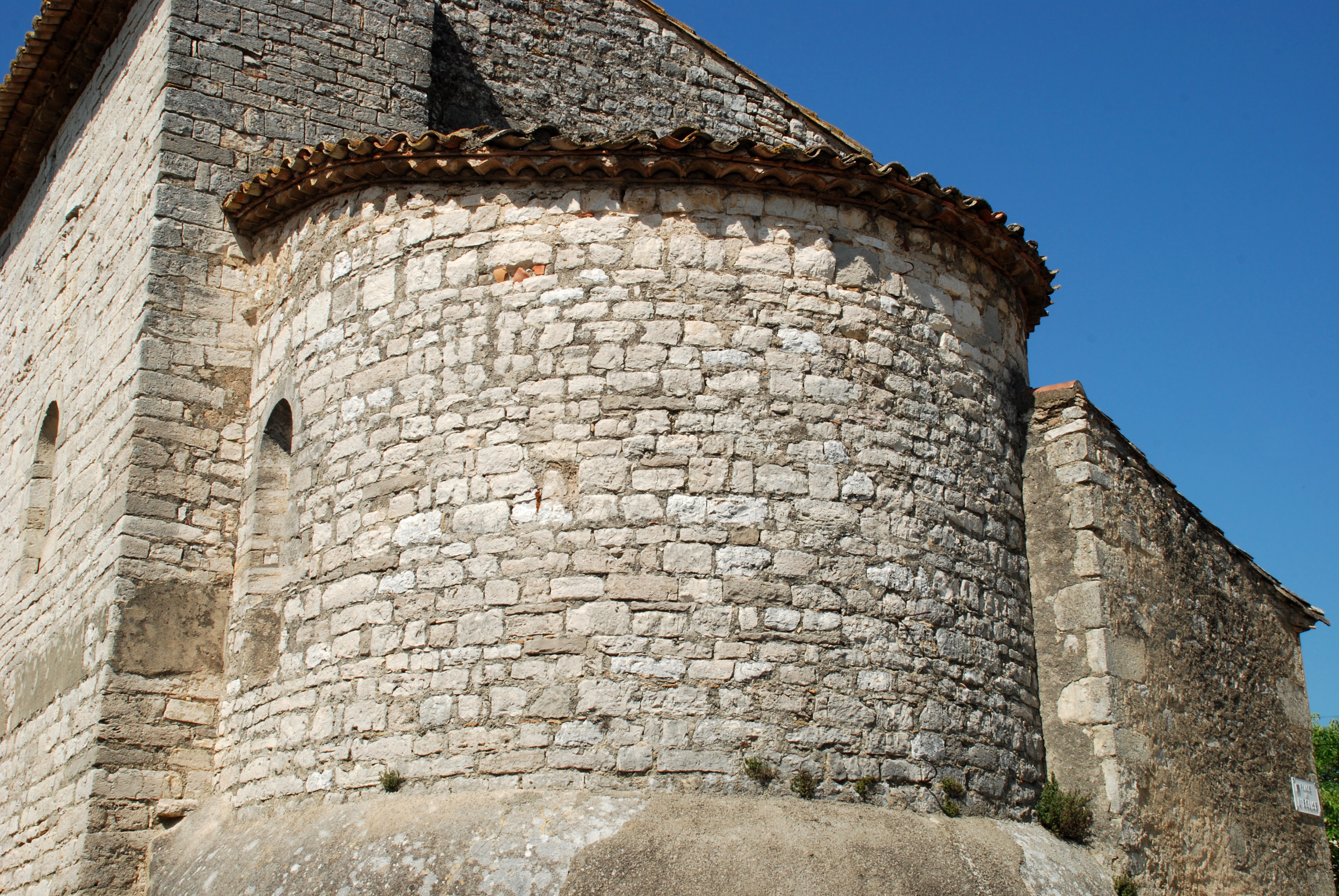
Détail de l'abside romane.

## Architecture

### Le chevet roman
À l'est, l'église de Buzignargues présente un séduisant chevet roman dont la simplicité contraste avec la façade occidentale de style néo-roman.
Dressé sur un double soubassement, ce chevet est composé d'une abside semi-circulaire unique édifiée en moellons assemblés en petit appareil irrégulier, couverte de tuiles rouges et dépourvue de toute ornementation.

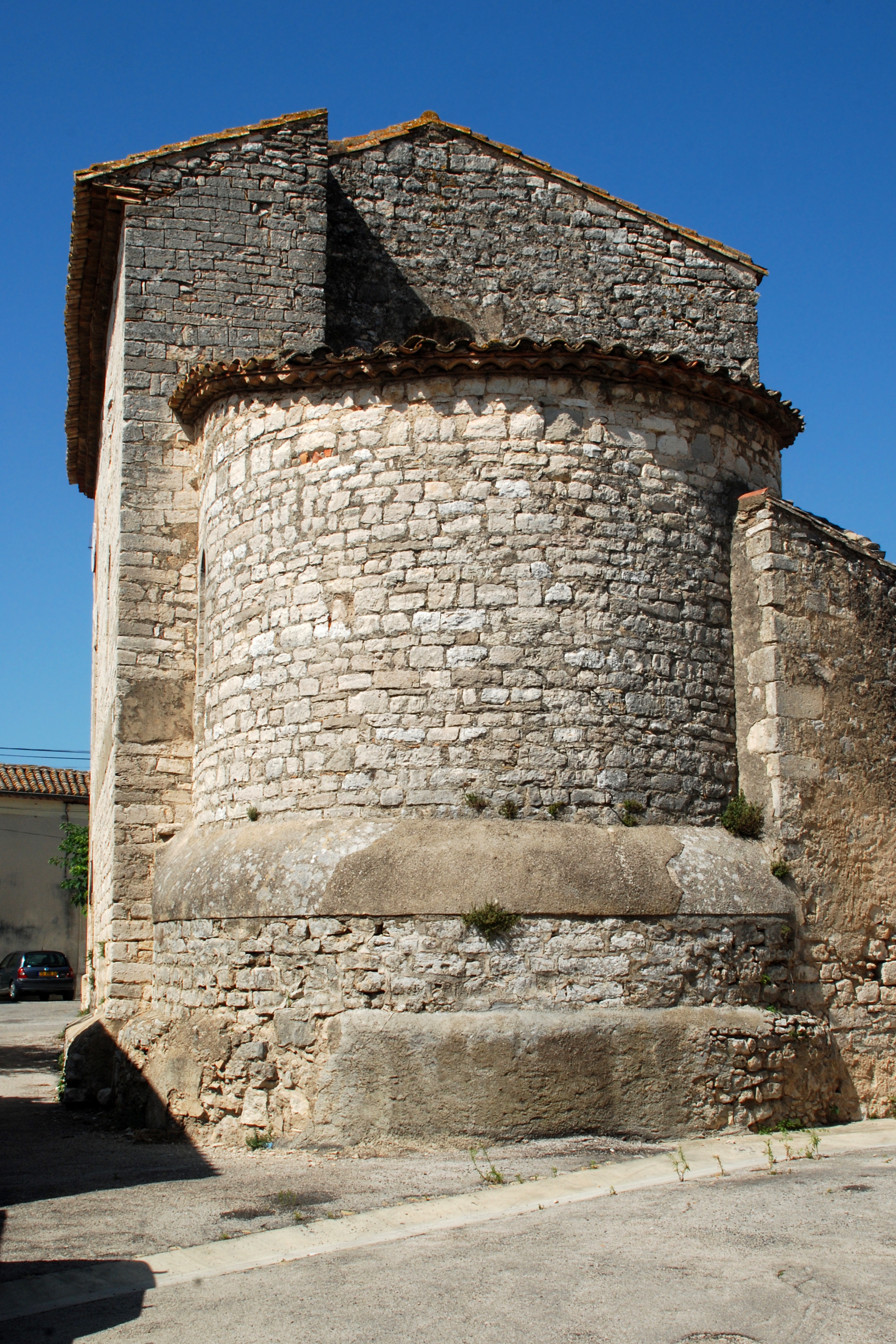
Le chevet roman.
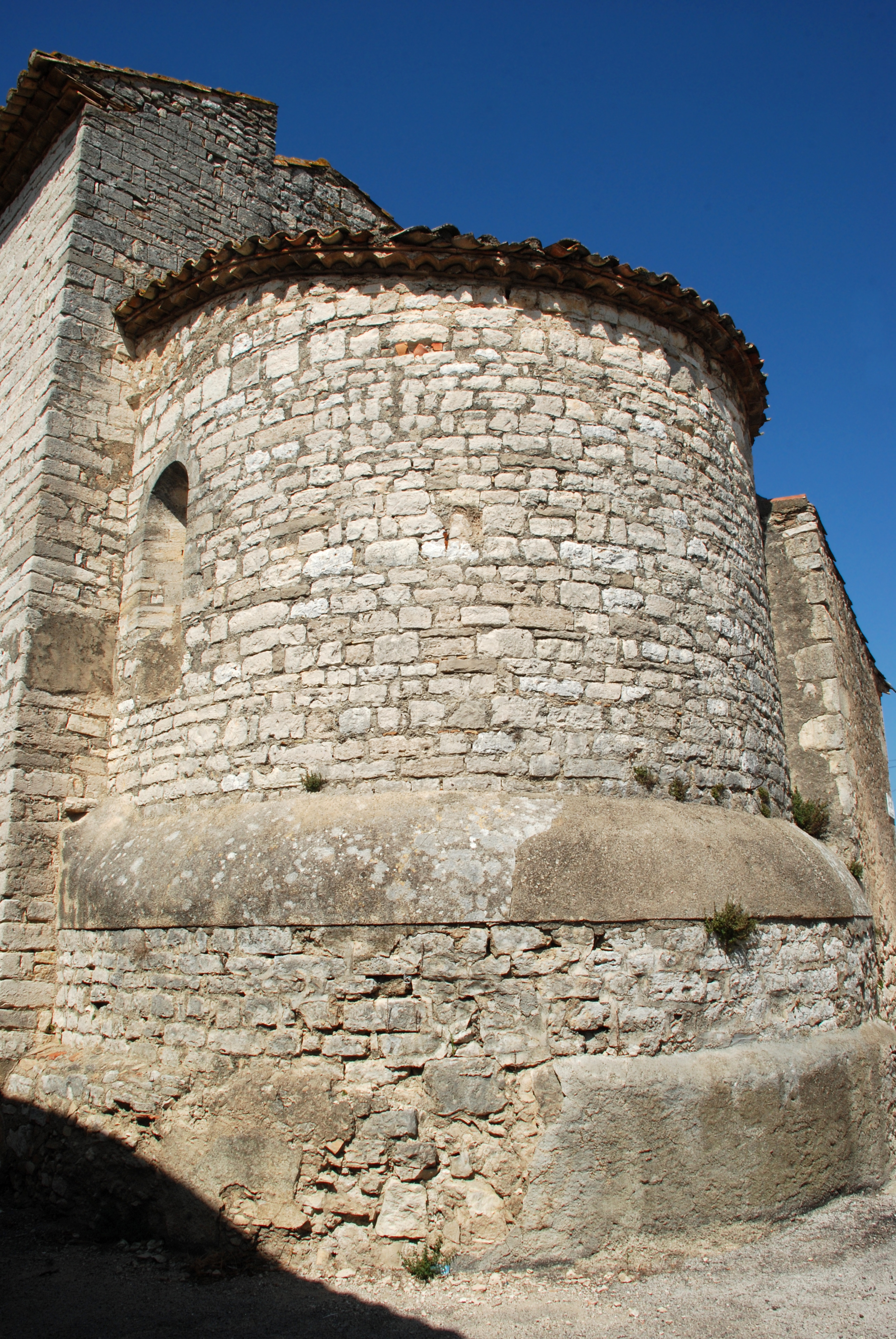
Le chevet roman.
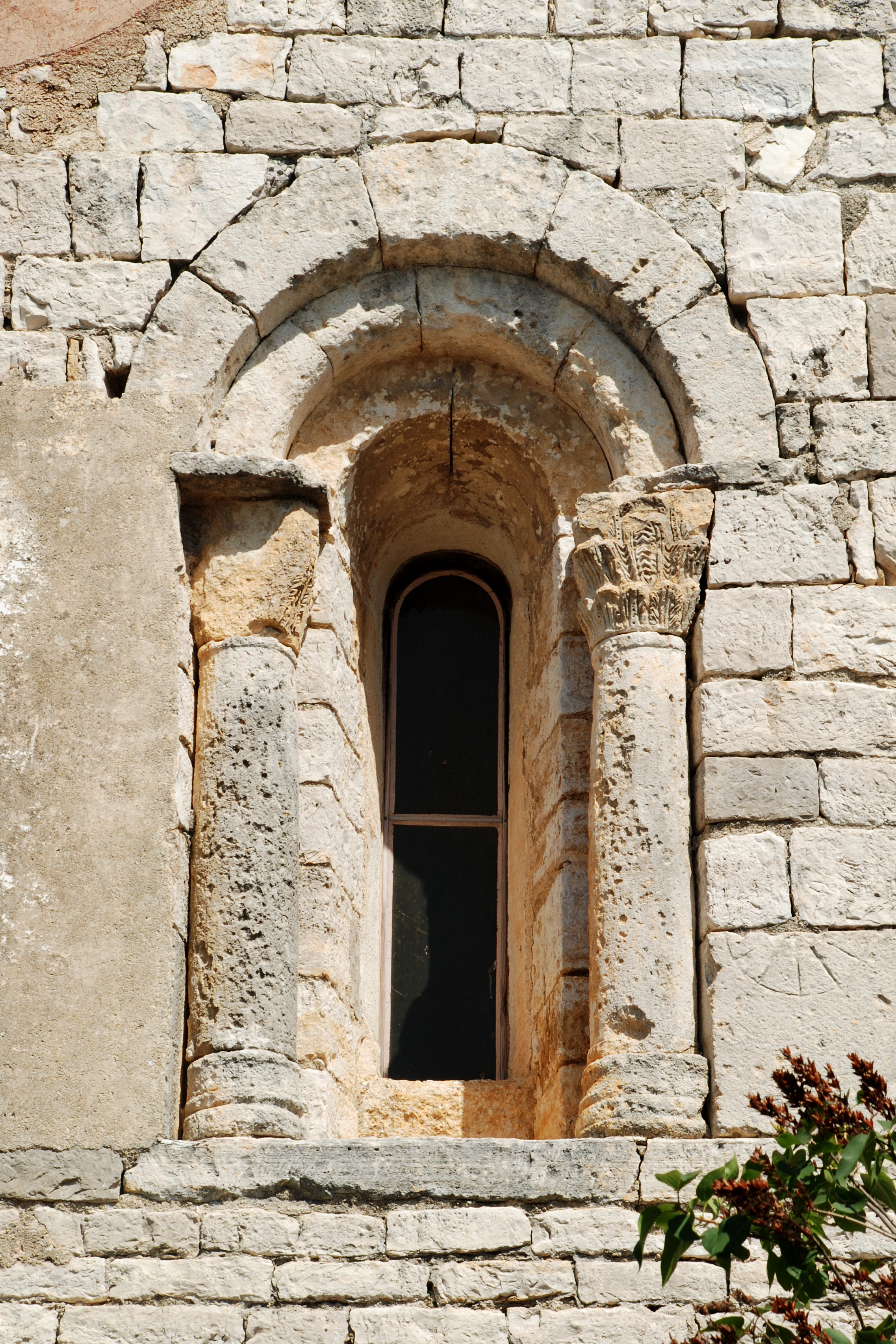
La fenêtre méridionale.

### La façade méridionale
La façade méridionale, à l'appareil de moellons encore bien plus irrégulier que le chevet, est romane également.
Percée d'une ancienne porte cintrée, elle présente en hauteur deux baies romanes cintrées. La fenêtre orientale est à simple ébrasement et sans ornementation tandis que la fenêtre occidentale est bordée de colonnettes dont les chapiteaux sculptés supportent une archivolte à triple voussure.